# Mézériat
Mézériat es una comuna francesa situada en el departamento de Ain, de la región de Auvernia-Ródano-Alpes.

## Demografía
| 1 272 | 1 298 | 1 660 | 1 879 | 1 995 | 1 911 | 1 993 | 2 140 | 2 172 |
| Para los censos de 1962 a 1999 la población legal corresponde a la población sin duplicidades (Fuente: INSEE [Consultar]) |       |       |       |       |       |       |       |       |